# Marinkovac
Marinkovac je nenaseljeni otočić u Paklenim otocima pored Hvara, u hrvatskom dijelu Jadranskog mora.

## Zemljopis
Njegova površina iznosi 0,681 km². Dužina obalne crte iznosi 6,34 km.

## Stanovništvo
Naseljena u rimskom dobu. Na otočiću je uvala Ždrilca u kojoj je rimska villa rustica.:148

## Vanjske poveznice
|  | Zajednički poslužitelj ima još gradiva o temi Marinkovac |